# 22 de juliol
|  | Aquest article tracta sobre dia de l'any. Per a sèrie de televisió noruega, vegeu 22 de juliol (sèrie de televisió) |

El 22 de juliol és el dos-cents tresè dia de l'any del calendari gregorià i el dos-cents quatrè en els anys de traspàs. Queden 162 dies per finalitzar l'any.

## Esdeveniments
Països Catalans
- 1203: Es col·loca la primera pedra de la Seu Vella de Lleida.[1]
- 1718: Castella - Una Reial ordre de Felip IV anul·la la figura dels jurats i nomena regidors com a Castella.
- 1835 - Reus (el Baix Camp): hi comença una revolta anticlerical que s'estendrà per bona part del Principat.
- 1872 - Terrassa. Victòria del Sometent de Terrassa dirigit per Jaume Jover i Marquet i per Valentí Alagorda i Mas contra una partida de 600 carlins dirigits per Joan Castells i Rosell, durant la Tercera Guerra Carlina.
- 1931 - Es declara la vaga revolucionària en Andorra.
- 1966 - Apareix el primer número de la revista Tele/Estel, primera publicació no eclesiàstica en català després de la Guerra Civil.[2]

Resta del món
- 1209 - Besiers (Vescomtat de Besiers)ː Saqueig de la ciutat per part dels croats (Croada albigesa).
- 1210 - Vescomtat de Carcassona: Fi del Setge de Menerba durant la Croada albigesa.[3]
- 1298 - Falkirk (Escòcia): en la batalla de Falkirk, dins la Guerra de la Independència d'Escòcia, els arcs llargs d'Eduard I d'Anglaterra derroten les tropes de William Wallace.[4]
- 1795 - Basilea (Suïssa): Firma del tractat de pau entre Espanya i la França revolucionària dins de la Pau de Basilea que formaria part del conjunt de tractats que posarien final a la Primera Coalició. Ratificaria l'anterior tractat ratificant que Haití passava a mans franceses i que Espanya reconeixia la França revolucionària a canvi que aquesta li retornés els territoris ocupats.
- 1812 - Arapiles (Província de Salamanca, Castella i Lleó): l'exèrcit anglo-luso-espanyol va guanyar contra els napoleònics en la batalla dels Arapiles durant la guerra del Francès.
- 1919 - Londres (Regne Unit): estrena del ballet El sombrero de tres picos de Manuel de Falla, en l'Alhambra Theatre.
- 1921 - Prop d'Annual, Marroc: les tropes irregulars d'Abd-el-Krim derroten les tropes colonials espanyoles en la batalla d'Annual de la Guerra del Rif.[5]
- 1937 - Mèxic acull a 500 nens espanyols "de la guerra".
- 1939 - Arriba a Barcelona, en visita oficial, el Mariscal Pétain.
- 1940 - Gran Bretanya rebutja una nova oferta de pau alemanya.
- 1941- L'emissora Radio España Independiente (“la Pirenaica”), amb programació en català, comença a emetre des de Moscou.[6]
- 1942 - Comença la deportació de jueus de Varsòvia a Treblinka
- 1944 - Bretton Woods, Carrol, Nou Hampshire (EUA): signatura dels Acords de Bretton Woods. Acords econòmics que van permetre de dibuixar les grans línies del sistema financer internacional després de la Segona Guerra Mundial.[7]
- 1969 - Madrid (Espanya): Les Corts Generals, a proposta de Francisco Franco, designen a Juan Carlos de Borbó com a Cap de l'Estat Espanyol, a títol de rei i amb el títol provisional de príncep d'Espanya.[8]
- 1999 - Pequín (Xina): L'organització del Falun Dafa, també conegut com a Falun Gong, disciplina espiritual xinesa, declarada il·legal pel govern xinès.
- 2000 - Madrid (Espanya): el 35è Congrés Federal del PSOE elegeix secretari general José Luis Rodríguez Zapatero.
- 2010 - Dictamen de la Cort Internacional de Justícia sobre la legalitat de la declaració unilateral d'independència de Kosovo del 2008.[9]
- 2011 - Tenen lloc 2 atemptats a Noruega, un a Oslo i l'altre a l'illa d'Utøya.

## Naixements
Països Catalans
- 1575 - Olot: Joan Pere Fontanella, jurista i polític català, conseller en cap de Barcelona durant la Guerra dels Segadors (m. 1649).
- 1878- la Bisbal d'Empordà: Trinitat Sais i Plaja, metgessa catalana pionera (m.1933).[10]
- 1909 - Navarra: Amàlia Tineo i Gil, intel·lectual, filòsofa i professora catalana.
- 1920 - Sabadell: Mercè Sorribas i Elias, locutora de ràdio i actriu catalana (m. 2000).[11]
- 1935 - Barcelonaː Santiago Dexeus i Trias de Bes, ginecòleg català (m. 2024).
- 1948 - Vic, Osona: Rafael Subirachs i Vila, cantant, músic i compositor català, membre destacat de la Nova Cançó.[12]
- 1967 - Terrassa, Vallès Occidental: Carme Ballesteros Rosa, atleta catalana especialitzada en proves de fons.[13]

Resta del món
- 1756, Fontette: Jeanne de Valois-Saint-Rémy, aventurera francesa, cèlebre per la seva participació en el famós assumpte del collar.[14]
- 1776, Tisbury, Wiltshire, Regne Unit: Etheldred Benett, una de les primeres geòlogues angleses (m. 1845).[15]
- 1804, París: Victor Schoelcher, polític francès conegut per haver tractat d'abolir definitivament l'esclavatge a França.[16]
- 1848, París: Lucien Fugère, cantant francès (m. 1935).
- 1849, Nova York: Emma Lazarus, poeta estatunidenca, autora del The New Colossus, gravat a l'Estàtua de la Llibertat (m.1887).[17]
- 1877, Vicenza (Itàlia): Giovanni Giorgio Trissino, també anomenat Gian Giorgio Trissino, genet italià que va prendre part en els Jocs Olímpics de París de 1900 (m. 1963).[18]
- 1881, Hampstead, Londres: Mabel Parton, tennista britànica, medallista olímpica als Jocs Olímpics d'Estocolm 1912 (m. 1962).[19]
- 1887, Hamburg, Alemanya: Gustav Ludwig Hertz, físic alemany, Premi Nobel de Física de 1925 (m. 1975).[20]
- 1889:
  - Dudley (Staffordshire): James Whale, director de cinema anglès (m. 1957).
  - Pueblo, Colorado: Frederick Preston Search, director d'orquestra, compositor i violoncel·lista nord-americà.
- 1892, Stonařov (Moràvia, Àustria-Hongria): Arthur Seyss-Inquart, dirigent naziaustríac que va ser Canceller d'Àustria durant els dos dies anteriors a l'Anschluss (m. 1946).[7]
- 1909, Bari, Pulla, Itàlia: Licia Albanese, soprano italiana nacionalitzada estatunidenca el 1945 (m. 2014).[21]
- 1923, Russell, Kansas (EUA): Robert Joseph "Bob" Dole, polític estatunidenc.[22]
- 1945, Cleveland (Ohio): Adele Goldberg, matemàtica i científica de la computació.[23]
- 1946:
  - Avinyó (Vaucluse): Mireille Mathieu, cantant francesa.[24]
  - San Francisco, Califòrnia, Estats Units: Danny Glover, actor, director de cinema i productor estatunidenc.
- 1947, Gilmer, Texas, Estats Units: Don Henley, músic nord-americà, membre fundador dels Eagles.[25]
- 1973, Rhinebeck, Nova York: Rufus Wainwright, cantautor nord-americà.
- 1974, Dülmen, Rin del Nord-Westfàlia, Alemanya: Franka Potente, actriu i cantant alemanya.[26]
- 1980, Tessenderlo, Flandes: Kate Ryan, cantant flamenca de música dance i una de les més destacades a escala europea.[27]
- 1989, Tirana, Albània: Edgar Çani, futbolista albanès que juga com a davanter
- 2013, Londres, Anglaterra: Jordi de Cambridge, fill primogènit de Guillem de Cambridge i Kate Middleton.[28]

## Necrològiques
Països Catalans
- 1969 - València, Horta: Leopold Magenti i Chelvi, compositor valencià (n. 1894).
- 1993 - Briones, la Rioja: Ramon Tosas i Fuentes, conegut com a Ivà, dibuixant de còmics català famós per les seues sèries Makinavaja i Historias de la puta mili (n. 1941).[29]
- 2000 - Alcúdia, Mallorca: Josep Melià i Pericàs, advocat, polític i escriptor mallorquí (n. 1939).
- 2022 - Barcelona: Núria Feliu i Mestres, cantant i actriu catalana (n. 1941).[30]

Resta del món
- 1591 - Venècia, Itàlia: Veronica Franco, escriptora rellevant del Renaixement i cortesana (n. 1546).[31]
- 1684 - Óbidos, Portugal: Josefa de Óbidos, la més destacada pintora de la segona meitat del XVII portuguès (n. 1630).[32]
- 1850 - Madrid, Espanya: Vicent López i Portaña, pintor del neoclassicisme valencià, pintor de cambra de la monarquia borbònica, des de Carles IV fins a Isabel II (n. 1772).
- 1870 - Viena, Àustria: Josef Strauss, compositor austríac (n. 1827).
- 1884 - Vanves: Nina de Callias, escriptora, pianista i salonniere francesa (n. 1843).[33]
- 1908 - Londres, Anglaterra: William Randal Cremer, Premi Nobel de la Pau 1903 (n.1828).
- 1909 - Estocolm, Suècia: Oscar Byström, compositor i director d'orquestra suec (n. 1821).
- 1932 - Roma (Itàlia): Errico Malatesta, teòric i activista anarquista italià (n. 1853).
- 1950 - William Lyon Mackenzie King, polític canadenc, desè Primer ministre del Canadà (n. 1874).[7]
- 1972 - Ciutat de Mèxic: Max Aub, escriptor valencià d'origen francoalemany (n. 1903).[34]
- 1973 - Moscou (Rússia): Aleksandr Mossolov, en rus: Александр Васильевич Мосоло́в, compositor i pianista rus de principis de l'era soviètica (n. 1900).[35]
- 1968 - Chennai, Índia: Muthulakshmi Reddy, metgessa i reformadora social índia (n. 1886).[36]
- 2002 - Gaza, Palestina: Salah Shehadeh, líder de Hamàs (m. 1953).[37]
- 2013 - Chicago, Illinois: Natalie Griffin de Blois, arquitecta nord-americana (n. 1921).[38]
- 2019 - 
  - Hamburg: Brigitte Kronauer, escriptora alemanya (n. 1940).[39]
  - Pequín (Xina): Li Peng, polític xinès, responsable de la repressió contra les Protestes de la plaça de Tian'anmen de 1989 (n. 1928).[40]

## Festes i commemoracions
Festa Major de La Nou de Gaià.
Dia de Santa Magdalena. A l'ermita de Santa Magdalena del Boixader del municipi de Vallcebre, alBerguedà, s'hi celebra un aplec.  

### Santoral[43]

#### Església Catòlica[44]
- Sants al Martirologi romà (2011): Maria Magdalena; Plató d'Ancira, màrtir (ca. 303); Ciril d'Antioquia, bisbe i màrtir (ca. 306); Màrtirs de Massilitana (s. IV); Anastasi del Caucas, monjo (622); Vandregisil de Fontenelle, abat (668); Meneleu d'Alvèrnia, abat (ca. 700); Jeroni de Pavia, bisbe (s. IV); Gualter de Lodi (1224); Philipp Evans i John Lloyd, preveres màrtirs (1679); Anna Wang, Llúcia Wang Wangzhi i Andreu Wang Tianqing, fills seus, màrtirs (1900)
  - Beats: Agostino Fangi de Biella, prevere (1493); Jacques Lombardie, prevere màrtir (1794); Manuela de Jesús Arias Espinosa, fundadora de les Missioneres Clarisses del Santísim Sagrament (1981).
- Sants: Síntica de Filipos, màrtir (s. I); Florenci, Sisinni i companys màrtirs d'Osimo (s. IV); Josep de Palestina, comte (ca. 356); Pancari o Pancraci de Besançon, màrtir (ca. 356); Verena de Schönau, màrtir (451); Biteu d'Inis-Coosery, abat; Teòfil de Xipre, oficial màrtir (789).
- Beats: Eberhard de Berg, abat (ca. 1150).
- Venerables: Romanus Bange, prevere (1941).

#### Església Armènia
- 3 Hrotits: Agnès de Roma, màrtir (ca. 303).

#### Església Copta
- 15 Abib:; Pere apòstol i Pau de Tars, màrtirs; Efrem el Sirià, diaca (373); Harsios Basul, màrtir; Quirze i Julita, màrtirs.

#### Església Ortodoxa (segons el calendari julià)
- Se celebren els corresponents al 4 d'agost del calendari gregorià.

#### Església Ortodoxa (segons el calendari gregorià)
Corresponen als sants del 9 de juliol del calendari julià.
- Sants: Pancraci de Taormina, bisbe màrtir (s. I); Ciril de Gortina, màrtir (ca. 304); Patermufi, Copri i Alexandre d'Egipte, màrtirs (361); Foci de Salònica; Joan (abans Moavi), rei de Bagdad i màrtir (segle ix); Teodor d'Edessa, bisbe (segle ix); Teodosi d'Edessa, estilita (segle ix); Joan de les Coves de Babilònia; Eutimi de Carèlia (1435); Pere de Txerekov, màrtir (s. XVI-XVII); Anton Leokhnovskij (1611); Metodi d'Amària, bisbe màrtir (1793); Melkhizedek de Roslavl (1840); Patermufi de Valaam, monjo (1840); Konstantinos, prevere màrtir (1918); Neomàrtirs de Glamoč i Kulenvakuf; Miquel, deixeble de Teodor, màrtir.

##### Església Ortodoxa Grega
- Sants: Andreu i Probe, màrtirs; Dionís i Metròfanes d'Atos.

#### Esglésies luteranes
- Maria Magdalena, seguidora de Crist; Moritz Bräuninger, evangelitzador dels indis (1860) (Evangelische Kirche im Deutschland)

#### Anglicanisme
- Maria Magdalena, seguidora de Jesús.